# Édouard Bourdet
Édouard Bourdet (Saint-Germain-en-Laye, 26 ottobre 1887 – Parigi, 17 gennaio 1945) è stato un drammaturgo e giornalista francese, nonché amministratore della Comédie-Française.

## Biografia
Edouard Bourdet fu il figlio di Fernand Bourdet (1853-1906), ingegnere, e di Margherita Vallée (1860-1908), discendente del ministro Georges Pléville Le Pelley. Si sposò nel 1909 con Catherine Pozzi (1882-1934), poetessa e donna di lettere, conosciuta nel 1901 in Bretagna. Dalla loro relazione nacque un figlio, Claude, partigiano, durante l'occupazione tedesca, e giornalista.
Come giornalista divenne corrispondente in Inghilterra per conto de L'Écho de Paris e svolse a lungo l'incarico di critico teatrale.
Il 15 ottobre 1936 Jean Zay, ministro della pubblica istruzione del Fronte popolare, nell’intento di svecchiare la Comédie-Française, nominò Bourdet Amministratore della Comédie-Française. Mantenne la carica sino al 27 dicembre 1940, quando fu sostituito in quanto costretto a letto a seguito di un incidente stradale.
Durante l'occupazione nazista, Bourdet si mostrò favorevole agli ideali della resistenza.
Nel suo teatro si fusero le due maggiori tendenze drammaturgiche francese dell'epoca, ossia la corrente naturalistica e moralistica espressa da Antoine e dal suo Théâtre Libre, e quella realizzata da Alexandre Dumas figlio e da Victorien Sardou, definibile come "commedia di intrigo".
Bourdet produsse opere satiriche aventi come oggetto di indagine la media e alta borghesia, descritta evidenziandone gli eccessi, le particolarità e le eccezioni. L'autore focalizzò la sua attenzione soprattutto sugli interessi economici, sulle brame sessuali, sugli egoismi dei protagonisti, inseriti in un contesto dove spesso è la donna a comandare.
Questo tipo di trame e di approfondimenti condusse Bourdet ad ottenere ampi successi, frutto di scandali più che di riconoscimenti del suo valore artistico e poetico. In particolare, la sua pièce La prigioniera fu fortemente osteggiata in diversi Paesi, tra cui l'Italia e gli Stati Uniti, per la sua rappresentazione dell'omosessualità femminile nonché la sua commedia Fior di pisello, la quale nel 1949 fu bandita in Italia per volere di Giulio Andreotti in persona, all'epoca sottosegretario del governo De Gasperi IV.

## Opere teatrali
- Il Rubicone (Le Rubicon, 1910)
- La Cage ouverte (1912)
- L'Heure du berger (1922)
- L'uomo incatenato (L'homme enchaîné, 3 atti, 1923)
- La prigioniera (La Prisonnière, 1926)
- Ultima novità (Vient de paraître, 4 atti, 1927)
- Il sesso debole (Le Sexe faible, 3 atti, 1929)
- Fior di pisello (La Fleur des pois, 4 atti, 1932)
- Tempi difficili (Les Temps difficiles, 4 atti, 1934)
- Margherita (Margot, 2 atti, 1935)  musiche di Francis Poulenc e Georges Auric)
- Fric-Frac, 5 atti (1936)
- Hyménée, 4 atti, (1941)
- Padre (Père, 1942)

## Filmografia

### Soggetto
- Il sesso debole (Le Sexe Faible), regia di Robert Siodmak (1933)
- Fric-Frac, furto con scasso, regia di Maurice Lehmann e Claude Autant-Lara (1939)
- Hyménée, regia di Émile Couzinet (1947)
- Vient de paraître, regia di Jacques Houssin (1949)